# 2013年共和國衛隊總部衝突
2013年共和國衛隊總部衝突（阿拉伯语：أحداث دار الحرس الجمهوري 2013，英语：2013 Republican Guard headquarters clashes），2013年埃及政变的一部分，爆发于2013年7月8日凌晨4時45分埃及開羅共和國衛隊總部外，反對廢黜埃及總統穆罕默德·穆爾西的示威民眾與保護總部的軍事部隊爆發衝突。在衝突中源至少有57名支持穆罕默德·穆爾西的示威人士遭到槍殺，另外現場還有435多人因而受傷；這也使得這次暴力衝突被視為是2013年埃及政變展開以來，針對埃及穆斯林兄弟會成員以及反對政變之民眾的屠殺行動。這次事件導致許多埃及政黨陸陸續續發表反對聲明，其中原本支持政變進行的光明黨轉而公開反對軍事部隊干涉，而強大埃及黨主席阿卜杜勒·穆奈姆·阿布福圖則要求埃及臨時總統阿德利·曼蘇爾針對此事下臺負責。此外國際特赦組織則譴責埃及軍隊過度使用武力，同時發言人指出：「即使有些示威者已經出現暴力舉動，然而以此作為回應並且導致和平示威群眾的人員傷亡是極不適宜的。」

## 国际反应
- 德国 - 德国外长表示对于该事件表示“震惊”，他呼吁立即展开独立的调查工作[8]。
- 伊朗 - 伊朗外交部发表声明：对埃及国内冲突局势表示极大的关度，强调埃及的民主进程需要各方保持克制和宽容[9]。
- 巴勒斯坦 - 哈马斯发表声明，对人员伤亡表示伤心和哀悼[10]。
- - 卡塔尔政府对事件表示极大的关注[10]。
- 土耳其 - 土耳其外长Ahmet Davutoğlu在Twitter上写道: “我以基本人权的名义强烈谴责在早祷仪式上发生的屠杀事件”[10]。
- 英国 - 英国外长William Hague表示目前迫切需要保持平静和克制[10]。